# Санте
Са́нте (англ. Santhe) — традиційна громада у складі дистрикту Касунгу Центрального регіону Малаві.
Населення — 58065 осіб (2018).